# Stanisław Skorupka

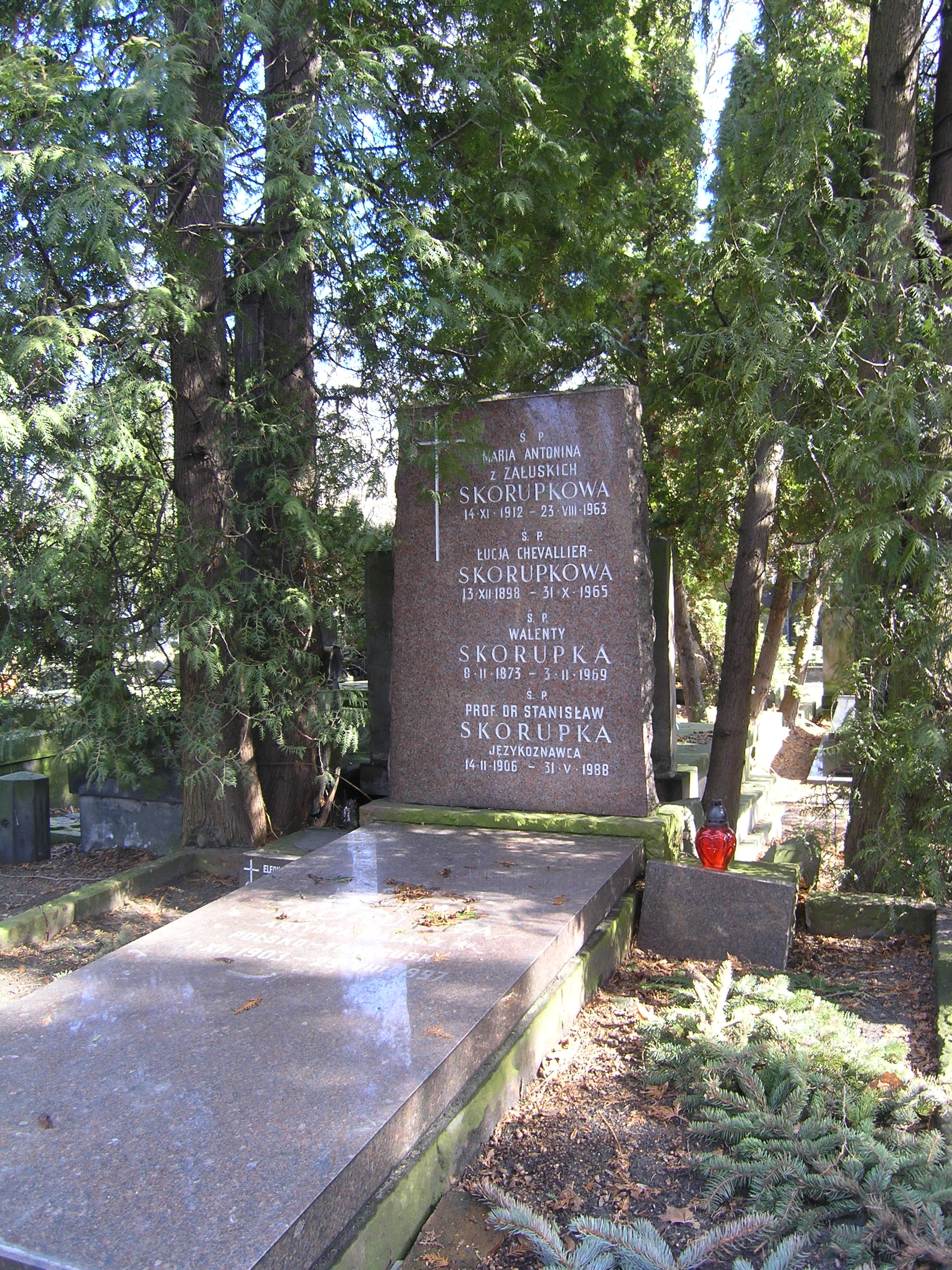
Grób Stanisława Skorupki na cmentarzu Powązkowskim w Warszawie

Stanisław Szymon Skorupka (ur. 14 lutego 1906 w Warszawie, zm. 31 maja 1988 tamże) – polski językoznawca. 

## Życiorys
Brat malarza Szczepana Skorupki. Od 1929 studiował na Uniwersytecie Warszawskim, w 1936 obronił pracę magisterską pt. Upodobnienia międzywyrazowe w świetle fonetyki eksperymentalnej. Dzięki stypendium państwowemu w latach 1937–1938 kontynuował naukę na Friedrich-Wilhelms-Universität w Berlinie. 
Podczas okupacji niemieckiej brał udział w konspiracyjnym nauczaniu uniwersyteckim oraz pisał pracę doktorską pt. Budowa akustyczna samogłosek polskich, obronił ją po zakończeniu wojny w 1945.
Przez całe życie zawodowe był związany z Uniwersytetem Warszawskim, od 1961 był profesorem nadzwyczajnym, od 1976 profesorem zwyczajnym. W uznaniu zasług Uniwersytet im. Humboldtów w Berlinie przyznał Stanisławowi Skorupce tytuł honoris causa. Należał do Towarzystwa Naukowego Warszawskiego, ZAiKS-u i Towarzystwa Kultury Języka.
Był autorem wielu prac na temat współczesnej polszczyzny oraz słowników, z których najważniejsze to: 
- Słownik wyrazów bliskoznacznych (1959 i późniejsze wydania),
- Słownik frazeologiczny języka polskiego (1967 tom I, 1968 tom II),
- Mały słownik języka polskiego (1968),
- Słownik języka polskiego (zastępca redaktora naczelnego)[1],
- Stylistyka polska. Zarys (1959, wspólnie z Haliną Kurkowską).

Zmarł w Warszawie, pochowany na cmentarzu Powązkowskim (kwatera 209-4-6,7).

## Odznaczenia i nagrody
- Nagroda Ministra Oświaty i Szkolnictwa Wyższego II stopnia indywidualna (1968)
- Nagroda Ministra Nauki, Szkolnictwa Wyższego i Technicznego II stopnia zespołowa (1974)
- I stopnia indywidualna (1976)
- Medal ZAiKS-u (1978)[3]
- Krzyż Oficerski Orderu Odrodzenia Polski
- Odznaka „Zasłużony Działacz Kultury”
- Die Ehrennadel fiir Verdienste um die Freundschaft der Vólker – in Silber
- Odznaka Honorowa ZAiKS-u (1988)[3]